# 敬称
敬称（けいしょう）とは、話者が相手や第三者に対して敬意、尊敬の念を込めて用いられる名前（人名）や肩書きの後ろに付ける接尾語、またはその語自体で相手や第三者を表現する代名詞である。後者の場合は、職名などで、一つの名詞としての機能を持っていて、独立して用いられる。

## 解説
敬称の用途としては、一般的な会話のほか、郵便物や文書などの宛名の記載などに用いられる。日本語で敬称を付ける場合、その後に続く記述においても敬語を用いるのが標準的である（例えば、「天皇陛下は」と述べる場合は「出てきた」ではなく「お出ましになった」と書く）。
一方、相手をからかう場合に用いられることもあるが、敬語や丁寧語ほど相手に対する距離を置くという意図としては用いられない。
類義語として、接尾辞の形式を取らずに相手を敬う呼称を尊称という。反義語で、相手を蔑む呼称を蔑称や鄙称（ひしょう）という。

## 日本語の敬称

### 歴史
近世までの日本の敬称の特徴として、必ずしもそれに限定しないまでにも、皇族や公卿、将軍、大名やその一門に対しては、宮殿、御殿、城、館、屋敷など特定の建造物の名称をもって敬称することが多いのが特徴である。特に天皇、皇族、大臣、将軍の敬称として院、御所、大御所、「御所さま」「大御所さま」と敬称した。
大名も、殿様に代表されるように、御殿にちなんだ敬称で呼ばれることが多く、室町時代に成立した屋形号を免許された大名は、家臣から「屋形」、「屋形さま」「お屋形さま」と敬称されている（同音異字の「お館さま」「親方さま」ではない）。また、戦国大名の北条氏康は家臣より「御本城（ごほんじょう）さま」と敬称された記録もある。
これは身分の高い女性も同様であり、皇族の夫人には御息所などと称したように、将軍の正室には御台所（みだいどころ。現代における「台所」の語源）、大名の夫人には「簾中」「御簾中さま」「室」「奥方」「奥方さま」「裏方」「お屋敷さま」「御新造さま」と称し、また側室は「お部屋さま」、上﨟には「お局（つぼね）さま」などと称した。
また、公家の子弟を御室御所といい、将軍、大名の世子などは、それぞれ「小御所」、「新屋形さま」「若さま」「若殿さま」「御曹司」など当主に準じた敬称が一般的に用いられた。その他、世子、夫人問わず高貴な家系の一門には、「西の丸さま」「二の丸さま」などと住まう住居の名称を称する例もある。
歴史上、すべての時代に上記の感覚が当てはまるわけではない。戦国時代では、あえて実名で呼び、さらに敬称をつけずに呼び捨てにするのが、最上級の敬意を表す事例がある。

### 現代
現代の日本語の敬称は敬意を表したい対象者の固有名詞の直後に付ける接尾詞型の敬称と、代名詞そのものに敬意が含まれる代名詞型の敬称の2種類に大別できる。また、日本語では、話者自身が属する組織の者には、敬称を付けない（話者の身内、所属会社の経営者など）。皇族が今上天皇を「陛下」、皇太子を「殿下」と、また力士が師匠を実の親であっても「親方」と呼ぶなどの僅かな例外がある（同格ではない）。また、報道などで複数の人名を列挙する場合、紙（誌）面幅の問題があるので「（敬称略）」と断った上で敬称を付けない場合もある。なお、偉人に関しては敬称はつけない（例えば「徳川家康」）のが原則であるが、近現代の人物、特に存命人物に関しては、状況による。

#### 接尾詞型
様（さま）
相手を尊敬する意味で使用される。口頭でも文書でも使われ、どの場面でも用いることに違和感が少ない敬称である。
マスメディアでは皇族に対し、（対象者の年齢や性別に関係なく）最高敬称として使用されることも多いが、その場合には、漢字表記の「様」ではなく平仮名の「さま」付けで表記することが各社の内規で義務付けられている。日本共産党を始め天皇制廃止論を唱える個人・団体はこの敬称も“人に貴賎の等級をつけるもの”として避け、『しんぶん赤旗』などの関連紙では、総理大臣同様に敬称を付けずに表記する。なお、天皇・皇族を含む国の機関が公に皇族を指すときは、皇室典範（第23条）により、陛下又は殿下の敬称を用いる。
病院の患者の名札では「様」の代わりに「殿」を用いることが多い（ただし、呼ぶときは「さん」）。
書き言葉の場合、「様」という漢字にはいくつかの字形があり、永様（えいざま）、次様（つぎざま）、美様（びざま）、平様（ひらざま）がある。永様は「樣」（右下が永）と書き、最大の敬意を表す。次様は「檨」（右下が次）と書き、永様の俗字体とされる。美様は永樣に次ぐ敬意を表す。平様は崩された字体で、目下の者に使われた。現在は通常の「様」を誰に対しても用いるのが一般的となっている。
「さま」や「サマ」などのように仮名で書いた場合、親密度は増すが敬意はかなり落ちるので、相手を選んで用いる必要がある。ビジネスでは目上には失礼に当たるので、漢字で書くのが無難である。
殿（どの）
職務上の連絡や公的な用件（事務連絡や公的文書）で使われる場合「様」を「殿」に転化することがある。
もっぱら書き言葉で用いられ、文書の上では「殿」とついている相手に対しても、会話では「様」に戻る。
役職名に続けて用いることがある（例：部長殿）。ただし「○○部長殿」のように「姓+役職名+殿」のように用いるのはこの場合の役職名は敬称である（後述）ことから二重敬称であり、誤りである。正しい使用方法は、「姓+役職名」（口頭や通常の文書）か「部署名+役職名+姓名+殿」（形式張った文書）である。
古くは「地名+殿」と記すことでその土地に殿（邸宅）を構える貴人を指す敬称であり身分の高い相手に対して用いていた。現在では事務的・公的な文書に限られることが多く、私信においては目下へ用いることはあるが目上へ用いることはほぼない。
近年では、役所等から個人に送付される郵便物等の敬称が「殿」から「様」へと変えられつつある。対して市民から役所（市町村長等）への文書では、今日「殿」が私信として適さないことから「公私混同厳禁の公務員」という公的立場を強調するためにあえて「殿」が用いられる。公的な申請書・届出書等の用紙には最初から「殿」が記載されていることもあるが、「○○市長+姓名」で済ませる形式もある。
どん
殿の九州地方での方言。(例、西郷どん)
さん
最も一般的な敬称。口頭でも文書でも使われ、どの場面でも用いることに違和感が少ない敬称。一定の距離がある相手や、初対面で自分との関係が量れない相手にも付ける。
一般的な親族の呼称の接尾辞。「父さん」「母さん」「兄さん」「姉さん」「祖父さん」「祖母さん」「叔父さん」「叔母さん」など。
役職名や職名に続けて用いることも一般的。「社長さん」「店長さん」「お巡りさん」「キャディーさん」など。
店の種別名につけることも一般的。「呉服屋さん」「ラーメン屋さん」「おもちゃ屋さん」など。ビジネス現場では、「○○商事さん」など相手の団体名に付けることも多い。
生き物の種別名につけることもある。「猫さん」「象さん」など。
ちゃん
話者より歳下の子供や女性あるいはペットに愛情を込めて用いることが多いが、同輩や年長者に用いられることもある一般的な敬称。
女児に用いられる場合が多いが、幼い男児に用いられる事もよくある。大人子供関係なく親しい友人同士が使う事もあり、「さん」よりも距離が近いので、親しくなりたい相手に対して使うこともある。
一般的な親族の呼称の接尾辞。「父ちゃん」「母ちゃん」「兄ちゃん」「姉ちゃん」「祖父ちゃん」「祖母ちゃん」「叔父ちゃん」「叔母ちゃん」など。
芸能界（芸能人ではなく制作関係者、いわゆるギョーカイ）でも姓にも付けて用いられる。年齢や立場による使い分けを省くため。
っち
ちゃんの短縮系と考えられる。
氏（し）
肩書きを別にして紹介する時に使用し、一般的に話し言葉ではあまり使われず、書き言葉または報告や報道といった改まった場面で用いる。主として男性に多用されたが現在では女性に対して用いることも多い。また、古風には「うじ」とも読むが（用法は同じ）、通常ではほぼ使われない。
女史（じょし）
社会的な地位が高い女性に対して用いる女性用の敬称だったが、現在では死語となっており、場合によって揶揄的にのみ用いられる。しかし、稀に書籍（特に和訳されたもの）において本来の意味で用いられる場合がある。
この事は「共同通信社」出版の1997年版『記者ハンドブック』から「差別語、不快用語の項目の5」にて「性別を理由にした社会的、制度的な差別につながらないよう注意する」と差別用語に追加されている「性差別語」に含まれており、マスメディアにおける表記ガイドラインにおいて、「女史」は使用せずに「氏」「さん」を用いるようにと示されている。
刀自（とじ）
年配の女性に敬意を込めて用いる。「刀自」単独でも名前に付けても用いられる。
君（くん）
名前の後ろに付けるのは、「さん」や「ちゃん」と同様である。
同輩か目下に対して用いる事が多いが、仲の良い先輩に対して使われることもある。男性に対して使われることが多いが、上司が部下を呼ぶ場合など、女性に対しても使われる。また、親しみのある者に対して用いる事もある。
元々は吉田松陰が松下村塾で身分の差なく対等な立場で議論ができるように統一した敬称として使い始めたのが始まり。
参議院では参議院先例録により「議員は、議場または委員会議室においては互いに敬称として『君』を用いる」となっている。また、衆議院でも衆議院要覧には「議員は、互いに敬称を用いなければならない」とだけあるが、参議院に倣って「君」付けをしている。
慶應義塾では「先生」は創立者・福澤諭吉ただ一人である、という考え方に基づき、慶應義塾の文書や掲示などで、教職員を「〇〇君」と表記する。
ジャニーズ事務所ではタレントのことを“クン”を付けて呼ぶという慣習がある。
嬢（じょう）
未婚女性に対して用いる。君を男子だけに用いる場合、女子には嬢が用いられることがある。稀に既婚女性に対して使う事もある。
たん、タン
萌えの対象とする人物（主に少女）に使う事が多い。インターネット以外で使われる事は少ない。
「ちゃん」の幼児語。この場合、インターネット以外でもよく使われる。
やん、はん
関西地方での男女に用いる。(例、おちょやん。パーやん(藤子不二雄マンガキャラ「パーマン」の仲間)。
きゅん、キュン
「くん」と同じであるが、「たん」と同じく萌えの対象とする人物（主に少年）にしばしば用いられる。インターネット以外で使われる事は稀である。
卿（きょう）
日本では平安時代以降、江戸時代までの公卿に対する敬称（岩倉卿など）。また、華族制度があった時代における華族への敬称。現在では外国で爵位などを有する者に対して、とりわけイギリスにおけるLordの訳語として使われることが多い。
- Lord Lytton→リットン卿（公爵以外の貴族。爵位名にLordが付く）
- Lord William Bentinck→ウィリアム・ベンティンク卿（公爵・侯爵の長男以外の男子。姓名または名にLordが付く）

公（こう）
貴族や（古代の）大臣に対し使う。近世以降では、「忠犬ハチ公」のような愛称的な用例もある。近衛文麿や西園寺公望を「近衛公」「西園寺公」と呼ぶのは公爵の略で、侯爵に対して「某侯」、伯爵には「某伯」、子爵には「某子」、男爵には「某男」と、爵位に対応して同様の言い方があった。
夫人（ふじん）
既婚女性に対して用いる。夫の社会的地位が高い場合に用いられることが多い。「オットの人」が、まるで夫の所有物みたいだと嫌う人もいる。
御中（おんちゅう）
文書の宛先などで、相手が企業や官公庁、学校などの団体などの場合に用いる。「中」（ちゅう）は人間の集団。氏子中、島津家中など。
尊（そん）
仏教で信仰対象に対して用いられる。特にブッダを指示するものとしては「世尊」があり、例えば教団の創始者であるゴータマ・シッダールタは「シャカ（釈迦）族の聖者たる仏」を意味する「釈迦牟尼世尊」をさらに縮めて釈尊と呼ばれる。「尊」は阿弥陀三尊、不動尊、地蔵尊などと釈尊以外の仏菩薩にも用いられ、修行者の上首・高僧を尊者と呼ぶこともある。これら「尊」の字は、経典を漢訳する際に中国の道教における神々の位格の一つ「尊」に擬したものである。
日本では、古代から神や貴人の尊称である「ミコト」には古くから「命」の文字を当てていたが、奈良時代以降「ミコト」の中でも特上のものには「尊」の字をあててそれ以外の「命」と区別するようになった。しかし『古事記』は古い用法を採用してわざわざ「命」の字に統一していたことが江戸国学で指摘されて以降、ミコトを「尊」の字で表わすことを疎んで『古事記』の用法に従う事例が増えてくると、尊と命の区別が曖昧となって現在に至っている。この「ミコト」に「尊」の字を当てることも道教の用語からの流用である。
師（し）
学芸における師匠や宗教的指導者に対して用いられ、特にイスラム教国家において多用される。（例：ルーホッラー・ホメイニーをホメイニ師と呼称）
兄、姉
プロテスタントや正教会における同門信徒に対する敬称。ただし、あくまで慣用的な使われ方であり、各教会ごとで用いられ方に揺れがある。(兄と書いてきょうだいと読む等)　カトリックでは、シスター(修道女、修道会入会者)が違う意味で用いられるため、使われない。
その他
将棋や囲碁、柔道、剣道など段級位制が存在する競技にあっては、その競技者の氏名に、段数を付けて呼ぶことがある。（ウィキペ四段など）また、その競技において称号やタイトルまたはそれに準ずるものがある場合も同様に氏名の前後にその称号をつけて呼ぶことがある。（ウィキペ竜王　ウィキペ永世七冠など）　

#### 代名詞型
君（きみ）
二人称代名詞。親称も参照。
男性が恋人や妻である女性に対して用いる呼称であり、独立して用いられる。
同輩同士での会話のほかに、上司などが部下に、年長者が年少者に、女性が男性の年少者に用いる。
男性の年少者に対しては「キミ」と片仮名で表記することもある。
貴方、貴男、貴女（あなた）
女性が恋人や夫である男性に対して用いる呼称であり、独立して用いられる。
顧客や不特定多数の個人に対する呼称で独立して用いられる。「貴男」は男性にだけ、「貴女」は女性にだけ用いられる。
卿（けい）
君主が臣下を呼ぶ際の二人称。戦前、天皇が次期内閣総理大臣に発する組閣の大命で「清浦内閣総辞職につき卿に内閣組織を命ず時局重大の際折角尽力せよ」などと用いられた。
貴官（きかん）
警察官、消防吏員、軍人その他官吏に対して使う。
貴職（きしょく）
何らかの職業にある者に対して使う。
その他
お父上、ご尊父（ごそんぷ）、お母上、ご母堂（ごぼどう）、ご一同様、お嬢様、ご子息（ごしそく）、奥様、ご主人（※主人は、元来召使が雇い主に対して使うことから、妻が夫に使うのはおかしいと主張する者もいる）

#### 接尾詞型かつ代名詞型
各位（かくい）
複数の人の各々に対する敬称。相手が複数である場合に、相手の後ろに付けて用いる（例：道府県警察本部長各位（この場合は警視総監だけが別扱いで「殿」がつく）、広報担当者各位、報道関係者各位）。文脈によっては対象者を省略し単に「各位」のみで使う場合も多い。
あくまでも複数の人の各々に対する敬称なので、使用には注意が必要である。個人を特定可能な場合には列記したり、各々ではなく団体宛ての場合には「御中」を利用するなどの考慮も必要である。
「各位殿」「各位様」という表現は、二重敬称にあたるため用いない。
主上（しゅじょう）・聖上（せいじょう）
皇帝・天子に対して呼びかける語。またはそれ自体が独立した呼称として用いられる。
主上（おかみ）・聖上（おかみ）
天皇に対して呼びかける語。またはそれ自体が独立した呼称として用いられる。使われていたのは昭和天皇在位中まで。21世紀初頭の現在では宮内庁、それも内廷関係者以外ではあまり用いられない。一般人が天皇のことを「主上」「聖上」といった場合は「みかど」や「お内裏様」等と同じで、格別失礼にあたるわけではない。
令息（れいそく）・令嬢（れいじょう）
貴人の息子・娘。他人の子を敬っていう語。
同志（どうし）
思想を同じくする人に対し使う。英語ではComrade。
主に共産党などの左翼の政党や政治団体の活動家、またソ連のコムソモール団員の間で（ロシア語ではタヴァーリッシ（товарищ））。
ドイツ語の表現としては、一般的にはカメラート（Kamerad。主にナチスで用いられた）、左翼系ではゲノッセ（Genosse）がある。前者は僚友や戦友、後者は利害を共にする仲間というニュアンスを持つ。
かつての社会主義国家、改革開放前の中国では「同志」は一般的な呼びかけとしても機能していた（現在でも、政府の公文書等において用いられることがある）。
北朝鮮では目上の人に対してのみこのように呼び（동지 トンジと発音）、同格または目下の人には同務（トンム 동무）と使い分ける。
会話では接尾辞として使われることが通例だが、特に文章上は「同志○○」などとする場合がある。
先生（せんせい） / 大先生（だいせんせい）
幼稚園や小・中・高等学校等の教諭、保育所の保育士、大学の教授などの教育者、医師、弁護士、公認会計士などの専門職、牧師などの宗教的教職者、その他、議員、作家、芸術家、漫画家、将棋棋士、囲碁棋士、キャリアの長い大物芸能人、講演会の講師に対しての呼びかけ語である一方、氏名の後ろにつける場合もある。これらの職業に該当する者は、年齢に関係なく先生と呼び合う。また、時代劇では用心棒に対しても使われる。なお、医師への手紙では「先生」の後に「侍史（じし）」や「机下（きか）」をつけ「○○先生侍史（机下）」とすることが多い。「侍史」「机下」に「御」を冠するのは誤り。
現代中国語では「先生」は日本語の「さん」に近く、かなりニュアンスが違うので注意が必要である。
先輩（せんぱい）
組織において主に先に入った人、又は何らかの活動において自分より経験の長い人を指す言葉だが、学生や若者は敬称として用いる場合もある。韓国では日本と同じく「先輩」、中国や台湾では「学長」或いは「前輩」、北朝鮮は「同志」を用いる。

##### 「下」の付く敬称
身分の低い者が王族、皇族など極めて高い地位の者に直接話しかけることは失礼に当たるとされたことから、高貴な人のいる一定の場所のそばにいる取次ぎの人に間接的に呼びかけることで敬意を表す敬称が発生した。本来の正格漢文の用法では、二人称であって三人称として使うことはありえず、特定の地位を表わす言葉や称号の下につけることもなく「○下」の二文字だけの単独で用いる言葉であって、皇帝陛下・関白殿下・将軍閣下のような用法は三人称にも転用するようになってから生じた変則的なもの（端的にいえば誤り）である。
陛下（へいか）
字義は「階段の下」。
皇帝、天皇、皇后、太皇太后、皇太后、上皇、上皇后、王（国王・女王）、王妃、太王太后、王太后の敬称。該当項参照。
日本では天皇のみの敬称だったが、皇室典範制定後、后位（皇后・太皇太后・皇太后）の敬称としても採用された。
殿下（でんか）
字義は「宮殿・殿堂の下」。
皇太子以下、皇族（親王、内親王、親王妃、王、女王、王妃）・王族（王子、王女）や皇帝に臣従する国王に対する敬称。該当項参照。訳語としては、欧州大陸の貴族やその親族に対する敬称としても用いられる。日本では本来、天皇以外の皇族（皇后など）、臣下では摂政・関白とその経験者に対して用いられる言葉であった。
邸下（ていか）
王朝時代の朝鮮半島において用いられた称号。王世子や王世孫に対して用いられた。
閤下（こうか）/閣下（かっか）
字義は「高殿の下」。
身分や地位の高い人を敬って、その役職名の下に付けていう敬称。
貴族、大統領や首相、大使などの高位の官職、軍の高官などに用いられ、またはそれ自体が独立した呼称として用いられる（例：大統領閣下、首相閣下、参謀総長閣下）。
もともと勅任官（府県知事・省庁次官局長等）以上の者に用いた。現在では主に外交儀礼として大臣や（他国の）将軍などの官名・職名につけられる。また、訳語としては、イギリスなどの貴族の爵位に付して用いることがある。閣下の敬称をつける際に、相手が博士の学位を有している場合は、官名、名前の下に博士閣下と呼称することもある（例：〜大統領●●博士閣下）。
軍では公式の規定だと将官までが「閣下」で佐官から「殿」だが、公式の場ではない一般ではその規定にこだわらず下士官を「閣下」とよんでも差し支えない。
猊下（げいか）
字義は「猊座（仏ないし高僧の座る座）の下」。
猊とは獅子（Lion）の別表記である。仏陀の説法を師子吼（ししく。師子は獅子に同じ）、説法の座を師子座という。また狻猊（さんげい）は龍の子（竜生九子）の内の獅子に似た一匹で、煙を好むため寺院の香炉の装飾の意匠にされ、転じて獅子座を「狻座」「猊座」とも言う。
すなわち、猊下とは「師子座の下（=の側近の方）にまで申し上げます」の義。狻下（さんか）。
首座の聖職者の敬称。
主としてダライ・ラマ法王などの一宗派の最高権威者に対して用いられる。またはそれ自体が独立した呼称として用いられる（例：法王猊下、不老閣猊下）。
キリスト教では教皇・総主教のほか、枢機卿の称号のエミネンス（英語: Eminence）の訳語として使われる。仏教では教主、門主、門跡、管長などに対して用いる（例えばダライ・ラマ猊下、浄土門主猊下。ローマ教皇の場合には聖下を使う場合がある。このときは「His Holiness」が対応する）。日本では日蓮正宗のみが例外的に「上人猊下」の呼称を用いる。日本政府はアンドラの共同公であり、僧位としての敬称はモンシニョール（英語: Monsignor）であるウルヘル司教に対して用いている。
臺下/台下（だいか）
字義は「高楼の下」。
高位の聖職者その他の貴人の敬称。
仏教では、宗派によって宗派の代表者に用いる場合もあれば、各大本山（支部）クラスの住職（大僧正、権大教正）に対して用いる場合もある。キリスト教では枢機卿・主教・大司教に用いる。日本政府はローマ教皇に対して用いている。
座下（ざか）
字義は「座席の下」。
正教会における、総主教以外の主教（府主教・大主教・主教）に対する敬称。
聖下（せいか）
英語のホーリネス（英語: Holiness）に対応する敬称。正教会の総主教、カトリック教会の教皇に対して用いられる。他の「○下」を真似て作られた言葉で漢文の伝統を踏まえていない新造語。日本政府は教皇に対しては台下を使用しているが、名誉教皇時代のベネディクト16世には聖下の称号を用いている。その他モスクワ総主教について聖下を用いている。
またダライ・ラマ等他宗派の高位聖職者に対しても用いられるが、猊下と訳される場合もある。
机下（きか）
字義は「机の下」。
医師や弁護士など、俗に先生と呼ばれるような社会的立場にある／資格を有する者に対する敬称。通常は書き言葉の書面上（手紙など）で用いる。
貴下（きか）
同輩以下の者（主に男性）に対する敬称。通常は書き言葉の書面上（手紙など）で用いる。

##### 職業で用いる呼称（肩書き）
役職名（担当部署名などは付さない。また、長い場合には短縮形を用いることが多い）
大臣、長官、会長、理事長、社長、総裁、頭取、専務、常務、理事、本部長、局長、部長、課長、係長、所長、主幹、司令官、（軍・師・旅）団長、（連・大・中・小）隊長、校長、委員長、議長、監督、主任など
階級名
大佐、軍曹、一佐、検事長、検事、警視正、消防監、司令、警部、大将（「御大将」を略して「御大」とも）。
資格・職能を表す名称
弁護士、博士、教授、医師、建築士、税理士、運転士、判事、事務官など
選手
スポーツに従事する者に用いられる。野球やソフトボールの場合、他のポジションと区別して「投手」の呼称を用いることが多いほか、「捕手」・「内野手」・「外野手」の呼称を用いることもある。
報道関係、特に試合に関する記事・ニュースではほとんど省略され、呼び捨てとなる。
関取（せきとり）
大相撲で十両以上に位置する力士の敬称。「○○（四股名）関」としても使用される。これに対し、幕下以下は「取的」とされ、さん付けで呼ばれる。一方、小結（こむすび）以上の三役、及び最高位の横綱は「関取」とはまず呼ばれず、「小結」「関脇」「大関」「横綱」と呼ばれる。
師匠
落語などのお笑い界では直接の師匠だけでなく、自分の師匠と同クラスの先輩（そこまでいかない先輩には「兄さん」「姉さん」などが用いられる）に対して用いられる。また、師匠の師匠クラスは「先生」と呼ばれることが多い。一方、大相撲では原則として「部屋の経営親方」を指し、たとえ師匠となった者より現役の力士が兄弟子でも、師匠と呼ばなければならない。
丈（じょう）
歌舞伎役者や大相撲の行司などに用いられる。

#### 接頭辞型
日本語の敬称としては珍しく接頭辞として使われるもの。
聖
英語のSaint等の訳語で、キリスト教の聖人に対し使う（聖ヨハネ、聖パウロ、聖バレンタインなど）。
大
大バッハ、大ブッシュ、大谷崎等同姓・同名の内特に功績の大なる者や家系上古い側の者に用いる。
故
故人に対し用いる。

### 敬称に準ずるもの
かつて犯罪者（被疑者）などは敬称を省くのが一般的だったが、人権意識の高まりから、報道では、被疑者については「容疑者」、被告人については「被告」、受刑者については「受刑者」、死刑の言渡しを受けて拘置される者については「死刑囚」などの語を敬称に類似するものとして用いている。役職にあったものの場合は肩書を代わりに用いることもある。確定死刑囚が執行されずに・無期懲役囚が釈放されないままに獄中死したり、死刑が執行された後は「元受刑者（元服役囚）」「元死刑囚」という語が用いられる。
マスメディアにおいては、被疑者や被告人であっても、従前より一定の肩書きや地位が著名である場合や対象者の名誉に対して特別の配慮をする場合には、「容疑者」や「被告」といった肩書きは用いずに、異なる敬称を用いることがある。オウム真理教の村井秀夫「元幹部」、SMAPの稲垣吾郎「メンバー」、島田紳助「司会者」「所属タレント」、小泉今日子「タレント」、和泉元彌「狂言俳優」、中村獅童「歌舞伎俳優」、UVERworldのTAKUYA∞（本名・清水琢也）「ボーカル」、布袋寅泰「ギタリスト」、月亭可朝「落語家」、小室哲哉「プロデューサー」などがある（→報道におけるタブー#芸能プロダクションタブー）。
田中角栄がロッキード事件で逮捕された頃は被疑者・被告人は呼び捨てが普通だったが、マスコミではロッキード事件の記事の時は「田中」、それ以外の政治記事の時は「田中元首相」と表記していた。また、アメリカ同時多発テロ事件の首謀者であるウサマ・ビン・ラディンは、当初日本のマスコミは「ビンラディン氏」と呼称していたが、彼がビデオ声明で自分が首謀者だと表明した後は「ビンラディン容疑者」と呼称を変えた。なお、当初から呼び捨てにしていたメディアも存在する。

## 他の言語の敬称

### 欧米の言語

#### 代名詞型
欧米の言語においても、英語以外の印欧語の多くは二人称に親称と敬称をもつものが多い。他の人称代名詞を二人称単数の敬称として用い、区別のため語頭を大文字にする例が多い。
- ドイツ語：sie（三人称単数女性、三人称複数） / Sie（二人称敬称）
- イタリア語：lei（三人称単数女性） / Lei（二人称単数男女敬称） - 文法上は両者とも第三人称単数扱い。
- フランス語：vous（二人称複数）を二人称単数の敬称として用いる。
- ロシア語：Вы（二人称の複数）を二人称単数の敬称として用い語頭を大文字にする。
- 英語：youも歴史的には二人称複数であり、二人称単数のthouに対する敬称として用いたものである。
- スペイン語：usted（二人称単数男女敬称） ustedes（二人称複数男女敬称）/ tú（二人称単数男女親称） vosotros（二人称複数男性親称） vosotras（二人称複数女性親称）

#### 接頭詞型

##### 英語
以下のような敬称があるが、多くは書き言葉（文書）で使われ、現在会話ではサービス提供者が利用客に対して使う場合や、目上の人に対して使うとき以外ではあまり使われない。日本で良く使われる「〜さん」「〜氏」に相当する直接的な言い回しは英語にはなく、氏名を言う場合には肩書きか呼び捨てにされる。映画などで上司が部下に対して"Mr."や"Miss"を使い、日本語で「〜君」と訳される事が度々あるが、昔はもっと広い範囲で敬称が使われていた為である。一般に同僚には、敬称抜きで人名の短縮形を用いる。
英語では、例えば電話で「This is Mr. Johnson」などと自分にも敬称をつけて名乗ることがあるが、これはDr.などの肩書の有無や女性の場合未婚（Miss）か既婚（Mrs.）を区別したり、ファーストネームと紛らわしい場合名字であることを示したりするためである。しかし近年、女性は未婚・既婚を区別せずMs.を使うことが多くなったこともあり、敬称をつけて名乗ることは少なくなり、日本語と同様に自分に敬称をつけると尊大な印象を与えると考える人もある。
Lord（ロード）
男爵以上侯爵以下の爵位を持つ貴族（イギリスの貴族 Peerage）に用いる。例えば、正式にはAlfred Tennyson, 1st Baron Tennyson（アルフレッド・テニソン、初代テニソン男爵）である貴族は、Lord Tennyson（テニソン卿）と表記される。次項のSirと異なり、Lord+爵位名（家名ではない）で表記することに注意。つまりテニソン卿は姓も爵位名もテニソンだが、むしろ姓と爵位名が一致しないことが多い。財閥として知られるベアリング家の場合、本家筋であるノースブルック男爵家をはじめ、アシュバートン男爵家、レヴェルストーク男爵家、クローマー伯爵家、グレンデールのホウィック男爵家の5家が貴族として存在する。ノースブルック男爵家の当主に対する呼びかけはノースブルック卿であり、ベアリング卿とはならない。
Sir（サー）、Dame（デイム）
ナイトの資格を持つか、准男爵に叙せられている者に対して用いる。サーは男性、デイムは女性。Sir（Dame）+ファーストネーム、もしくはSir（Dame）+フルネームで表記する（口頭での呼びかけは Sir（Dame）+ファーストネーム）。例えば、John（Patricia） Smithが、ナイトの資格を持つか、准男爵に叙せられている場合は、Sir John（Dame Patricia）またはSir John Smith（Dame Patricia Smith）と表記する。Sir（Dame） Smithとは表記しない。
Dr.（ドクター）
学者、医師など。和訳は「先生」「博士」など。博士号を持つ者に対してMr.やMs.を使うのは不適当とみなされる。第46代アメリカ合衆国大統領ジョー・バイデンの妻ジル・バイデンは教育学の博士号を持つことから、公私において「ミセス・バイデン」ではなく「ドクター・バイデン」と呼ばれている。
Prof.（プロフェッサー）
高等教育機関において最上位にある者（教授）、またはそれに準ずる者（名誉教授）に与えられる称号。ドクターよりさらに高位とみなされる。和訳は「教授」の他に「先生」も使われる。
Mr.（ミスター）
既婚・未婚を問わず男性に対して広く用いられる。和訳は「様」「氏」「先生」など。
Miss（ミス）
未婚女性に対して用いる。和訳は「さん」「嬢」など。
Mrs.（ミセス）
既婚女性に対して用いる。和訳は「さん」「夫人」など。
Ms.（ミズ・ミス）
既婚・未婚を問わず女性に対して広く用いられる。和訳は「様」「先生」など。上の2語が婚姻の有無で区別することから女性差別と受け取られることがあり、ビジネスの場などでこの敬称が良く使われる（下記項目参照）。
Madam/Ma'am（マダム・マーム・マム）
しばしば官職・役職の前に置かれたり、単独で用いられたりする。英語では女王に対し、米語ではすべての女性に対して丁寧語で呼びかける際に用いられる。Ma'amはMadamのdが省略されたもの。
Mx.（ミクス・マクス）
相手の性別を特定することを避けたい場合に用いられる。和訳はMr.やMs.などと同様である。

His/Her Majesty
日本語の「陛下」にあたる。略はHM。例：Her Majesty The Queen（イギリス女王の場合）。
His/Her Royal Highness
日本語の「殿下」にあたる。略はHRH。王族への敬称だが例外もある（ルクセンブルク大公及びその親族など。例：His Royal Highness, Prince of Wales（イギリス皇太子の場合）。
His/Her Imperial Majesty
日本語の「陛下」にあたり、略はHIM。特に皇帝や天皇の称号を持つ君主への敬称を王号を持つ君主への敬称と区別する必要があるときに使われる。現在では日本の天皇と皇后にのみ用いられるが、殆どの場合は Imperial を省いた His/Her Majesty が使われている。例：His（ Imperial） Majesty The Emperor（今上天皇の場合）
His/Her Imperial Highness
こちらも「殿下」にあたる。略はHIH。皇族への敬称。現在では日本の皇族にのみ用いられている。
Excellency,His/Her Lordship
平民の高官、大臣や大使などの外交使節団長、軍の将官（提督・将軍）などに使用する。「閣下」と訳されることが多い。LordshipはLord（卿）と呼ばれる貴族に対して用いるが、こちらも「閣下」と訳される。
Right Honourable（Rt. Hon.）
イギリスおよび一部のイギリス連邦諸国で首相および閣僚、ロンドンなどの大都市の市長。伯爵および伯爵夫人、子爵、男爵、枢密顧問官などに用いられる。「閣下」と訳されることが多い。
Galant
軍人に対し用いられる敬称。フランス語で「勇ましい、華麗な」などを意味する。この後に軍隊の階級を続ける。「Galant Cpt. John Smith（親愛にして勇敢なるジョン・スミス大尉殿）」のように挨拶状や礼状などの書き出しで使われ、口頭では階級+名前が普通である。

##### その他の印欧語
以下で示した未婚女性への敬称は女性への敬称に指小辞をつけたものである。未婚・既婚を区別しない敬称として“Ms”が普及した英語とは異なり、これらの言語では従来の既婚女性への敬称をそのまま未婚女性にも用いることが増えている。
- フランス語
  - 男性：Monsieur（ムスュ） - 日本語では「ムッシュ」と表記されることが多い。
  - 女性：Madame（マダム） - 既婚/未婚は問わない。
  - 若年の女性：Mademoiselle（マドムワゼル） - 日本語では「マドモアゼル」と表記されることが多い。
- ドイツ語
  - 男性：Herr（ヘア）
  - 女性：Frau（フラウ）
  - 若年の女性：Fräulein（フロイライン） - 1960年代以後はほとんど使われない。
  - 肩書：Dr.（ドクトア/博士）など。ドイツ語では肩書の前にさらに“Herr”、“Frau”をつけて“Herr Dr. 〜”、“Frau Dr. 〜”とするのが普通（“Herr”、“Frau”をつけず、英語と同様に単に“Dr. 〜”とすることもある）。最近では肩書を省略して“Herr 〜”、“Frau 〜”と呼ぶ傾向がある。書き言葉、あるいは改まった呼びかけとして、稀に「修士」の学位を持つ者に対して”Herr Magister 〜”、”Mag. 〜”（Magisterは修士の意味）と付ける場合があるが、Dr.と違って省略される場合も多い。「教授」の肩書を持つ者が「修士」や「博士」の学位を持つ場合は正式には”Prof. Mag, 〜”、 ”Prof. Dr. 〜”、 ”Prof. Dr. Mag. 〜”となる。
- イタリア語
  - 男性：Signóre（スィニョーレ） - 日本語では「シニョーレ」と表記されることが多い。
  - 女性：Signóra（スィニョーラ） - 日本語では「シニョーラ」と表記されることが多い。
  - 若年の女性：Signorina（スィニョリーナ） - 日本語では「シニョリーナ」と表記されることが多い。
  - 肩書
    - Dottore（ドットーレ、男性）、Dottoressa（ドットレッサ、女性）：医師、あるいはイタリアで四年制大学を卒業し学位を受けた人物に用いる。
    - Maestro（マエストロ、男性）、Maestra（マエストラ、女性）：音楽家（作曲家、指揮者、楽器奏者、音楽教育者など様々）、芸術家、料理人などに用いる。
- ロシア語
  - ロシア語にはMr. / Mrs.に対応するГосподин / Госпожаなどもあるが、ロシア人同士で使うことは少ない。名+父称（姓を入れない）が敬称の代わりに使われる[21]。

### アジアの言語
- 韓国・朝鮮語

- 身内でも立場が上の者には敬称および敬語を用いる。
- 例えば自分の父を他人に向かっても「父」でなく「お父さん」という（相手の父に対する敬称も別にある）。
- また「社長」や「先生」だけでは敬称と看做されず、これに接尾辞「-님」（ニム、「様」）をつけて用いる。

- 中国語

- 正式な場面では、男性は「〜先生（シェンシャン）」、未婚の女性は「〜小姐（シャオジェ）」、既婚の女性は「〜女士（ニュイシー）」、「〜夫人（フーレン）」を名前の後ろに付ける。
- 普通の場面では、「老（ラオ）〜」、「小（シャオ）〜」を名前の前に付ける。
- 男女を問わず親しみを込めて対象を呼ぶため、接頭語として「阿（ア）〜」があり（呉下の阿蒙）、年上に対する敬称としても使われている（阿Q正伝）。こちらは日本語の「お」相当。接尾辞として「○々」という畳語、あるいは「○児」があり、女性の正式な名前も使われている（児化を参照）。こちらは日本語の「ちゃん」、「子」相当。
- 肩書きがあれば、名前の後ろにつける。
- 教師や作者、芸術家などの知識労働者は「〜老師（ラオシ）」を名前の後ろに付ける。
- 技能職や肉体労働者は「〜師傅（シフ）」を名前の後ろに付ける。

## 敬称とポリティカル・コレクトネス
ポリティカル・コレクトネスの関係から不適切とされる敬称の使い方は改めるべきだという観点がある。
学校などで男子に「くん（君）」、女子に「さん」をつけて区別することが一般的に用いられていたが、近年、一般的な「さん」に比べて「くん」を使用する相手が対等以下に限定されるという理由で、男女平等の観点から、この用法は適切でないという意見もあり、男女とも「さん」をつけることが奨励されつつある（特に義務教育を終えた、年配の人が混ざることがある高校や大学の場合）。なお、病院では年少の男子に対しては「くん」、女子には「ちゃん」を用いるのが一般的である。
また、「女史」のように女性であることを強調した敬称などは「性差別語」の一つとされる。1997年5月に刊行された共同通信社『記者ハンドブック第8版』において、「女史」は使用せずに「さん」を用いると示されている。
英語において、既婚女性に対する敬称のMrs.は本来は夫の姓または姓名につけて用いるのが普通であったが、改まった場で自分の名前ではなく夫の名前で呼ばれるのは女性蔑視だとして、近時では自分のフルネームにMrs.をつけて呼ぶ例が多い。さらに、女性について既婚か未婚かによって敬称を異にするのも不適切であるとして、既婚・未婚を問わずMs.を用いることがビジネスの場などでは一般化している。
2012年、フランスで未婚女性に対する敬称のMademoiselleの表現は性差別にあたるとして、公文書では未婚・既婚を問わずMadameで統一するよう通達が出された。

## その他
近年、日本人に対する英文（電子メールなど）での敬称は「Mr. XXX」などではなく「XXX-san」（さん）や「XXX-sensei」（先生）という表現が使われてきている。また英語口頭表現において日本人の名前を呼ぶ際も「名字+さん」という言い方をすることがある。たとえば松坂大輔をMatsuzaka-san（マツザカサン）、大谷翔平をOhtani-san(オータニサン)と呼ぶなど。日本人名に馴染みのない海外の者にとって、宛先の日本人の性別を確認する手間が省け、上記のポリティカル・コレクトネスの問題を回避できる表現として重宝されている。